# Fago. Si et diuen que el teu germà és un assassí
Fago. Si et diuen que el teu germà és un assassí és un llibre que tracta de les conseqüències posteriors a l'assassinat d'un home al poble de Fago, en la impossibilitat de trobar proves concloents sobre qui va ser l'autor o autors, una auto inculpació i el tractament de l'episodi per l'entorn familiar, l'entorn ciutadà, el legal i el periodístic. Es tracta d'un llibre en el que amb un estil periodístic que fa recordar A sang freda de Truman Capote, l'autor Carles Porta fa una descripció dels esdeveniments que se succeïren just després de l'assassinat ocorregut en el poble de Fago, a l'Alt Aragó l'any 2007.
"Fago" és una narració feta en tercera persona en la que cada personatge és entrevistat per l'autor, amb el que s'exposa cada opinió i posició en el drama. L'obra va rebre el premi Huertas Claveria de l'any 2012.
En aquest relat periodístic, desenvolupat mitjançant nombroses entrevistes i un treball narratiu que fa fàcil la lectura del llibre, trobem la descripció d'uns particulars valors humans en els caràcters dels dos principals personatges, com per exemple la determinació, l'escrupolositat, l'estimació incondicional i el patiment, sense descuidar el tractament (menys profund) que es dona a altres participants en el drama fent el paper que els corresponia per la seva professió, per la seva proximitat en l'esdeveniment, policies, advocats, jutge, periodistes, veïns, etc.

## Sinopsi
En un petit poble a les portes del Pirineu aragonès es comet un assassinat. La víctima n'és l'alcalde del poble i pel seu tarannà ha despertat força enemistats entre diversos pobladors. La determinació de qui es declara autor de l'assassinat dibuixa una figura de voluntat inextricable, individual, reservada, que es pot trobar en persones que desenvolupen quadres psicològics en persones esquerpes, determinades, de voluntat ferma, decidits a arribar a una fi sense rendir-se.
L'altre personatge, potser el que atreu més l'interès del periodista, interès que transmet al lector, mostra la vessant humana de qui, també amb ferma determinació, estima, respecta i es sacrifica per un familiar que és el seu germà, acusat d'assassinat, sense preguntar-se si això és correcte, bo, merescut, necessari o obligat, i amb la convicció de la seva innocència.